# Franklin County (Mississippi)
Franklin County is een county in de Amerikaanse staat Mississippi.
De county heeft een landoppervlakte van 1.462 km² en telt 8.448 inwoners (volkstelling 2000). De hoofdplaats is Meadville.